# Michel Vaillancourt
Michel Vaillancourt (26 juillet 1954 à Saint-Félix-de-Valois) est un cavalier canadien de saut d'obstacles.

## Carrière
Il commence l'équitation à l'âge de 12 ans, soutenu par son père, entraîneur, qui meurt en 1971 lors d'une chute de cheval. Pour sa première compétition internationale, il remporte la médaille de bronze par équipe aux Jeux panaméricains de 1975. L'année suivante, il gagne la médaille d'argent individuel aux Jeux olympiques d'été de 1976 à Montréal. Il remporte la médaille d'argent lors de ceux de 1979. Il est sélectionné pour les Jeux Olympiques de 1980 mais ne peut pas y participer à cause du boycott contre Moscou ; il remporte la médaille d'or dans la compétition organisée par les pays occidentaux.
Après sa retraite des compétitions, il travaille en tant que concepteur de parcours et entraîneur, supervisant la sélection canadienne en 1994 et en 1998.

## Source, notes et références
1. ↑  « Welcome to Equestrian Canada - Bienvenue chez Canada Équestre », sur Equestrian Canada Équestre (consulté le 14 juin 2023).
2. ↑  https://www.sports-reference.com/olympics/athletes/va/michel-vaillancourt-1.html

- (en) Cet article est partiellement ou en totalité issu de l’article de Wikipédia en anglais intitulé « Michel Vaillancourt » (voir la liste des auteurs).